# Jiang Jun
Jiang Jun (n. 28 de agosto de 2005) es un jugador de snooker chino.

## Biografía
Nació en China en 2005. Es jugador profesional de snooker desde 2023. No se ha proclamado campeón de ningún torneo de ranking, y su mayor logro hasta la fecha fue alcanzar los treintaidosavos de final del Masters de Europa de 2023, en los que cayó derrotado (4-5) ante Zak Surety. Tampoco ha logrado hilar ninguna tacada máxima.